# 棟方宏一
棟方 宏一（むなかた こういち、1938年7月13日 - 2019年2月11日）は、日本のアナウンサー（NETテレビ・テレビ朝日→フリー）。またテレビ朝日アスクの講師を歴任した。秋田県大曲市出身。

## 出演番組

### テレビ
報道・ワイドショー番組
| 期間       | 期間      | 番組名                | 役職                     |
| ---------- | --------- | --------------------- | ------------------------ |
| 1966年2月  | 1969年6月 | アフタヌーンショー    | サブ司会                 |
| 1973年4月  | 1976年1月 | 13時ショー            | サブ司会                 |
| 1975年4月  | 1984年9月 | ANNニュースライナー   | シフト勤務キャスター     |
| 1980年10月 | 時期不明  | ANNニュースファイナル | 金～日曜日担当キャスター |

特別番組
- 第9回日本歌謡大賞（1978年11月15日放送）審査会場リポーター

### その他
- 静岡けんみんテレビ（現：静岡朝日テレビ）の開局当日（1978年7月1日）に放送された「開局記念特別番組」の司会を担当した。これを含め、静岡けんみんテレビの特別番組において、司会者として招かれることが数多くあった。